# Africa Re
La Société africaine de réassurance (Africa Re) est une compagnie de réassurance internationale, créée par un accord multilatéral entre pays africains et dont le siège social est à Lagos (Nigeria). Elle est fondée le 24 février 1976 à Yaoundé (Cameroun) par 36 pays membres de l'Organisation de l'unité africaine (OUA) et la Banque africaine de développement (BAD).
La création du réassureur panafricain a pour objectif de limiter les sorties de devises du continent et favoriser le développement du marché de l'assurance en Afrique. L'accord de Yaoundé encourage également toute institution nationale d'assurance et/ou de réassurance africaine à participer au capital de la société.

## Histoire

### Débuts d'Africa Re (Années 1970)
L'idée de développer un marché local de l'assurance et de la réassurance dans les pays en développement émerge au début des années 1970 au sein des institutions internationales. Seuls les pays économiquement matures disposent alors de sociétés opérant dans ce secteur. En Afrique les obstacles au projet sont nombreux tant le continent manque de ressources humaines et matérielles et présente de disparités politiques, économiques, culturelles et linguistiques. C'est dans ce contexte qu'est créée Africa Re à Yaoundé (Cameroun), le 24 février 1976. Son capital autorisé, de 15 millions USD, est alors partagé entre la Banque africaine de développement (BAD) et 36 États membres de l'Organisation de l'unité africaine (OUA).
L'ambition est de freiner les sorties de devises du continent, de mobiliser des capitaux locaux, de créer un marché de la réassurance et de soutenir le développement économique africain. La compagnie commence ses activités à Accra (Ghana) avant de s'installer, quelques mois plus tard, à Lagos (Nigeria). En 1980, Africa Re ouvre un premier bureau régional au Maroc. Suivent ceux du Kenya (1982) et de la Côte d'Ivoire (1987).

### Un démarrage mouvementé (Années 1980)
Le contexte socio-économique et politique dégradé des années 1980-90 affecte l'activité des entreprises sur le continent. Les plans d'ajustement structurel et monétaire imposés par le Fonds monétaire international (FMI) menacent les entreprises et fragilisent le secteur de l'assurance et de la réassurance.
En réponse à cette situation, le conseil d'administration décide en 1990 d'augmenter le capital à 30 millions USD et de l'ouvrir aux sociétés africaines et étrangères.
Entre 1982 et 1993, cinq autres États africains, convaincus par le projet, viennent grossir les rangs des actionnaires étatiques dont le nombre passe de 36 à 41.

### Développement à l'échelle africaine (Années 1990-2000)
L'avènement de la démocratie en Afrique du Sud et l'intégration du pays à l'OUA en 1994 constituent un nouveau départ pour Africa Re. L'ouverture en 1995 d'un bureau de contact à Johannesburg lui donne accès au plus important marché africain de l'assurance, celui-ci restant à ce jour son premier apporteur d'affaires.
Afin de dégager les ressources financières nécessaires à l'expansion de la société, une deuxième augmentation de capital est décidée en 1997. Celui-ci passe de 30 à 50 millions USD. Un bureau de contact (transformé en bureau régional, en 2003) est ainsi ouvert en 1997 à Maurice.
L'« Africa Re House », nouveau siège de l'entreprise, est construit en 2000 dans le quartier commercial de Victoria Island à Lagos. De nouveaux locaux sont également bâtit à Abidjan en 2001, à Nairobi en 2003 et à Casablanca en 2005.
Le capital est doublé en 2001 à 100 millions USD pour financer le développement de la société sur le continent. Pour couvrir le nord-est de l'Afrique, le bureau du Caire (Égypte) est créé en 2001. Celui-ci deviendra bureau régional en 2004 tandis que le bureau de Johannesburg est érigé la même année en filiale.
Entre 2004 et 2005, quatre institutions financières acquièrent 20 % des parts de Africa Re mais ce n'est qu'en 2010, que le réassureur atteint sa dimension panafricaine. Le triplement du capital à 300 millions USD permet à Africa Re d'achever le quadrillage du continent.
En 2010 une nouvelle filiale, Africa Retakaful, est ainsi ouverte au Caire pour accompagner le développement naissant de la réassurance islamique . Cette structure opére pour l'essentiel dans la zone MENA.
En 2011, un bureau local est inauguré en Éthiopie afin d'asseoir la présence de la société dans la région stratégique d'Afrique Orientale.

### Essor international (Années 2010-2020)
L'atomisation des risques et leur dispersion dans l'espace poussent au développement international des réassureurs. De par son implantation sur le marché africain, Africa Re attire des entreprises étrangères qui veulent prendre pied en Afrique.
C'est ainsi qu'IRB Brasil Re devient actionnaire en 2012. Cette alliance confère également à Africa Re le statut d'opérateur au Brésil et la possibilité d'étendre ses activités en Amérique latine,,.
L'année 2015 marque l'entrée au capital de deux nouveaux actionnaires, Axa et Fairfax Financial Holdings avec une participation de 7,15 % chacun.
En 2018, Allianz acquiert les 8 % d'IRB Brasil dans le capital d'Africa Re.
En 2023, Africa Re passe pour la première fois le cap du milliard de dollars de chiffre d'affaires.

## Capital social
Le capital initial de 15 millions USD a fait l'objet de plusieurs augmentations décidées par le conseil d'administration :
- 1990 : première augmentation à 30 millions USD ;
- 1997 : deuxième augmentation de 20 millions USD. Le capital social s'élève désormais à 50 millions USD ;
- 2001 : troisième augmentation à 100 millions USD et ouverture du capital aux investisseurs non africains[7] ;
- 2010 : quatrième augmentation du capital à 300 millions USD avec des fonds propres à 600 millions USD[7].

### Actionnariat
Au 31 décembre 2021, 113 sociétés d'assurance et de réassurance du continent sont actionnaires d'Africa Re, ainsi que 42 États, la Banque africaine de développement (BAD) et trois groupes internationaux.
| Actionnaires                                                   | Nombre d'actions | Part dans le capital |
| -------------------------------------------------------------- | ---------------- | -------------------- |
| 42 États membres                                               | 991 627          | 34,63 %              |
| Banque africaine de développement                              | 240 000          | 8,38 %               |
| 113 compagnies d'assurance et de réassurance africaines        | 971 984          | 33,94 %              |
| Trois investisseurs non africains (Fairfax, Axa et Allianz SE) | 660 000          | 23,05 %              |

## Présidents et Directeurs Généraux
En 45 ans d'activité, Africa Re n'a connu que sept changements à la tête du conseil d'administration et quatre pour la direction générale.
| Président du conseil d'administration | Pays d'origine | Période              |
| ------------------------------------- | -------------- | -------------------- |
| Saad Kanouni                          | Maroc          | 1977-1983            |
| Come Simbananiye                      | Burundi        | 1983-1986            |
| Ezzat Abdel Bary                      | Égypte         | 1986-1992            |
| Eugene Okwor                          | Nigeria        | 1992-1995            |
| Musa El Naas                          | Libye          | 1995-2013            |
| Hassan Boubrik                        | Maroc          | 2013-2021            |
| Dr. Mohamed Ahmed Maait               | Egypte         | 03/07/2021 à ce jour |

| Directeur Général      | Période        |
| ---------------------- | -------------- |
| Edward Mensah          | 1977-1984      |
| Eyessus Work Zafu      | 1984-1993      |
| Bakary Kamara          | 1993-2011      |
| Dr. Corneille Karekezi | 2011 à ce jour |

## Principales activités
Le portefeuille de la société est composé de traités et risques facultatifs dans les branches vie et non vie. L'activité non vie est dominée par les affaires incendie et accidents. En 2021, ces deux branches représentent près de 69 % du portefeuille, soit 579 millions USD de primes.

## Organisation géographique
L'organisation géographique d'Africa Re se présente comme suit en 2021 :
- un siège social à Lagos (Nigeria) ;
- deux filiales : Africa Re South Africa à Johannesburg (Afrique du Sud) et Africa Retakaful au Caire (Égypte) ;
- six bureaux régionaux : Casablanca (Maroc), Abidjan (Côte d'Ivoire), Nairobi (Kenya), Lagos (Nigeria), Le Caire (Égypte) et Ebène (Maurice) ;
- un bureau local à Addis-Abeba (Éthiopie) ;
- un représentant de souscription à Kampala (Ouganda).

## Données financières et techniques
|                                | 2017      | 2018      | 2019      | 2020      | 2021      |
| ------------------------------ | --------- | --------- | --------- | --------- | --------- |
| Chiffre d'affaires             | 746 829   | 797 415   | 844 786   | 804 774   | 845 346   |
| Résultat net                   | 87 982    | 31 269    | 99 904    | 55 709    | 38 823    |
| Fonds propres                  | 902 039   | 917 047   | 975 198   | 1 017 106 | 1 000 714 |
| Total actifs                   | 1 628 545 | 1 644 648 | 1 770 980 | 1 836 676 | 1 890 613 |
| Rendement des capitaux propres | 9,75 %    | 3,41 %    | 10,24 %   | 5,48 %    | 3,88 %    |

|                          | 2017    | 2018    | 2019    | 2020    | 2021    |
| ------------------------ | ------- | ------- | ------- | ------- | ------- |
| Ratio sinistres à primes | 60,41 % | 61,07 % | 59,6 %  | 61,79 % | 58,82 % |
| Ratio frais de gestion   | 34,46 % | 35,86 % | 36,54 % | 36,06 % | 36 %    |
| Ratio combiné            | 94,87 % | 96,93 % | 96,14 % | 97,85 % | 94,82 % |

| Région                                              | Primes | Part    |
| --------------------------------------------------- | ------ | ------- |
| Afrique de l'Est                                    | 191,16 | 22,61 % |
| Afrique australe                                    | 138,29 | 16,36 % |
| Afrique de l'Ouest anglophone                       | 130,34 | 15,42 % |
| Afrique de l'Ouest et Afrique centrale francophones | 109,58 | 12,96 % |
| Affaires internationales                            | 102,18 | 12,09 % |
| Maghreb                                             | 71,05  | 8,40 %  |
| Afrique du Nord-Est                                 | 39,86  | 4,72 %  |
| Iles de l'océan Indien                              | 30,61  | 3,62 %  |
| Activité Retakaful Afrique                          | 32,28  | 3,82 %  |
| Total                                               | 845,35 | 100%    |

## La Fondation Africa Re

### Historique
En 2014, Africa Re crée un fonds de financement de projets de responsabilité sociale des entreprises (RSE). Cette initiative fait suite à une décision du conseil d'administration de novembre 2013 qui alloue jusqu'à 2 % du bénéfice net annuel aux projets RSE dans les 41 États membres.
La Fondation Africa Re est créée le 19 janvier 2018 pour piloter ce fonds, initialement régi en interne. La nouvelle entité, basée à Maurice et opérationnelle depuis janvier 2019, est chargée d'assurer la gestion du fonds et de veiller à l'implémentation des différents projets de responsabilité sociale d'entreprise.

### Gouvernance de la fondation
Le conseil d'administration de la Fondation Africa Re est constitué de professionnels de l'assurance. Ces derniers sont sélectionnés de manière à garantir une représentation équitable de toutes les régions du continent.

### Objectifs de la Fondation Africa Re
Le développement de l'assurance sur le continent figure parmi les objectifs d'Africa Re. La fondation, chargée de véhiculer cet idéal, contribue au financement de projets de responsabilité sociale des entreprises par :
- l'octroi de subventions et la réalisation d'activités contribuant au développement de l'assurance, la promotion de solutions de gestion des risques et le développement de partenariats régionaux et continentaux ;
- la sensibilisation aux risques majeurs susceptibles d'entraver le développement des économies des pays membres ;
- le soutien à  l'innovation et à la recherche pour le développement de nouveaux mécanismes de prévention des risques ;
- l'appui à la formation et au développement des jeunes professionnels de l'assurance dans les marchés africains.